# The Beatles Songbook
| Оценки критиков | Оценки критиков |
| Источник        | Оценка          |
| --------------- | --------------- |
| NewSic          | 8,5/10          |
| Il Manifesto    | [ 2 ]           |
| Music Voltage   | без оценки      |
| Rockol          | 7,5/10          |

The Beatles Songbook — сборник итальянской певицы Мины, выпущенный 18 ноября 2022 года на лейблах Warner Music Italy и PDU. На альбоме представлены записанные Миной кавер-версии песен группы The Beatles.

## Предыстория и релиз
Данный сборник продолжает серию альбомов …Songbook (ранее были выпущены Lucio Battisti Songbook и Italian Songbook). Сама Мина является давней поклонницей «ливерпульской четвёрки», для своих пластинок она нередко выбирала их песни, а в 1993 году даже выпустила трибьют-альбом Mina canta i Beatles.
В 2022 году лейбл Warner Music объявил о выпуске нового сборника Мины — The Beatles Songbook, в котором были собраны 18 песен коллектива, записанные Миной начиная с 1965 года. Также на альбоме появится две новые песни — «And I Love Her», которая была выпущена в качестве сингла 21 октября 2022 года, и «With a Little Help from My Friends».
Все песни на альбоме были ремикшированы и подверглись ремастерингу под редакцией Селесте Фриго и Кармине Ди, с тщательным наблюдением Мины и Массимилиано Пани. Для оформления обложки использовался тот же стиль, что и при оформлении Lucio Battisti Songbook, но был выбран розовый цвет, ниже иконкой была помещена копия обложки альбома Mina canta i Beatles; буклет содержит описание к каждому треку, а также ряд ранее не опубликованных фотографий, сделанных Мауро Балетти.
Альбом дебютировал в первой десятке сводного итальянского чарта, а также в тройке винилового чарта.

## Список композиций
| №                   | Название                             | Автор(ы)                                                 | Из альбома                  | Длительность |
| ------------------- | ------------------------------------ | -------------------------------------------------------- | --------------------------- | ------------ |
| 1.                  | «Something» (1993 Version)           | Джордж Харрисон                                          | Mina canta i Beatles (1993) | 3:43         |
| 2.                  | «Michelle»                           | Джон Леннон, Пол Маккартни                               | Plurale (1976)              | 5:31         |
| 3.                  | «She’s Leaving Home»                 | Джон Леннон, Пол Маккартни                               | Kyrie (1980)                | 3:29         |
| 4.                  | «Let It Be»                          | Джон Леннон, Пол Маккартни                               | Mina canta i Beatles (1993) | 4:03         |
| 5.                  | «And I Love Her»                     | Джон Леннон, Пол Маккартни                               | неизданная ранее            | 4:22         |
| 6.                  | «With a Little Help from My Friends» | Джон Леннон, Пол Маккартни                               | неизданная ранее            | 3:02         |
| 7.                  | «If I Fell»                          | Джон Леннон, Пол Маккартни                               | Pappa di latte (1995)       | 2:54         |
| 8.                  | «My Love»                            | Пол Маккартни                                            | Plurale (1976)              | 4:13         |
| 9.                  | «Yesterday» (Live)                   | Джон Леннон, Пол Маккартни                               | Del mio meglio (1971)       | 3:20         |
| 10.                 | «Something» (1971 Version)           | Джордж Харрисон                                          | Mina (1971)                 | 3:03         |
| 11.                 | «Oh, Darling»                        | Джон Леннон, Пол Маккартни                               | Uiallalla (1989)            | 3:33         |
| 12.                 | «The Long and Winding Road»          | Джон Леннон, Пол Маккартни                               | Mina canta i Beatles (1993) | 3:51         |
| 13.                 | «Come Together»                      | Джон Леннон, Пол Маккартни                               | Canarino mannaro (1994)     | 7:42         |
| 14.                 | «So che mi vuoi (It’s for You)»      | Альберто Теста (итал. текст), Джон Леннон, Пол Маккартни | Studio Uno (1965)           | 2:10         |
| 15.                 | «Yesterday»                          | Джон Леннон, Пол Маккартни                               | Mina canta i Beatles (1993) | 2:44         |
| 16.                 | «The Fool on the Hill»               | Джон Леннон, Пол Маккартни                               | Mina canta i Beatles (1993) | 3:54         |
| 17.                 | «When I’m 64»                        | Джон Леннон, Пол Маккартни                               | Mina canta i Beatles (1993) | 2:44         |
| 18.                 | «Hey Jude»                           | Джон Леннон, Пол Маккартни                               | Catene (1984)               | 5:25         |
| Общая длительность: | Общая длительность:                  | Общая длительность:                                      | Общая длительность:         | 69:43        |

## Участники записи
- Мина — вокал, бэк-вокал (17)
- Серджо Фарина — акустическая гитара (1, 4, 12, 16, 17)
- Паоло Джанолино[итал.] — акустическая гитара (7, 18), электрогитара (7)
- Массимилиано Пани — аранжировка (1, 4, 5, 7, 11—13, 16), бэк-вокал (1, 4—6, 11, 13, 16), клавишные (1, 4, 5, 7, 11, 13, 16, 18),  сведение (7, 11—13, 18)
- Джанни Феррио — аранжировка и дирижирование (2, 8)
- Марио Роббиани — аранжировка (3, 6, 10, 17), дирижирование (3, 10)
- Уго Бонджанни — аранжировка (5), вокал (5), сведение (7, 11, 13, 18), фортепиано (5, 7, 10, 11, 13, 18)
- Аугусто Мартелли — аранжировка и дирижирование (14)
- Виктор Бах[итал.] — аранжировка и клавишные (18)
- Маурицио Деи Лаццаретти[итал.] — барабаны (1, 4, 7, 12, 16, 17)
- Роландо Чераджоли — барабаны (9)
- Флавиано Куффари — барабаны (11)
- Альфредо Джолино — барабаны (18)
- Мануэла Кортези[итал.] — бэк-вокал (1, 4, 6, 13, 16)
- Массимо Боцци — бэк-вокал (1, 4, 16)
- Моника Маньяни — бэк-вокал (1, 4, 12, 16)
- Симонетта Роббиани — бэк-вокал (7)
- Морено Феррара — бэк-вокал (11)
- Паола Фолли — бэк-вокал (11)
- Леле Керри — бэк-вокал (13)
- Симонетта Роббиани — бэк-вокал (13)
- Джулия Фассолино — бэк-вокал (18)
- Дж. Хиллевен — бэк-вокал (18)
- Раффаэлла Эспозито — бэк-вокал (18)
- Найми Хэкетт — бэк-вокал (18)
- Сэм Тривино — бэк-вокал (18)
- Сильвио Поццоли — бэк-вокал (18)
- Франко Амброзетти[итал.] — вокал и саксгорн (1, 13, 16)
- Энрико Вирарди — гитара (9)
- Массимо Лука[итал.] — гитара (11)
- Паоло Чинголани — запись и сведение (1, 4, 12, 15, 16, 17)
- Нуччо Риндалис — запись (2, 3, 8—10, 14, 18), сведение (2, 3, 8—10, 14)
- Кармине Ди — запись (7, 13), мастеринг 2022 года (1—3, 6, 8—10, 15—17), сведение (5, 6)
- Массимо Морикони[итал.] — контрабас (1, 4, 7, 12, 13, 16—18)
- Джиджи Каппеллотто — контрабас (11)
- Селесте Фриго — мастеринг 2022 года (4, 5, 7, 11—14, 18)
- Брайан Огер[англ.] — орган Хаммонда и фортепиано (11)
- Кандело Кабесас[итал.] — перкуссия (1, 4, 11, 12, 16)
- Джанкарло Порро — саксофон (11), кларнет (17)
- Рино Гиретти — туба (4)
- Данило Реа[итал.] — фортепиано (1, 4, 12, 13, 16, 17), электрическое фортепиано (16)
- Антонио Фарао[итал.] — фортепиано (15)
- Уолли Аллифранкини — флейта (17)
- Андреа Брайдо[итал.] — электрогитара (1, 4, 12)

## Чарты
| Чарт (2022)                | Высшая позиция |
| -------------------------- | -------------- |
| Италия (Classifica album)  | 9              |
| Италия (Classifica vinili) | 3              |

## История релиза
| Регион | Дата           | Формат                      | Лейбл                   | Ист.   |
| ------ | -------------- | --------------------------- | ----------------------- | ------ |
| Мир    | 18 ноября 2022 | Цифровая загрузка, стриминг | Warner Music Italy, PDU | [ 11 ] |
| Италия | 18 ноября 2022 | CD, 2x LP (чёрный, красный) | Warner Music Italy, PDU | [ 12 ] |